# Hargeyská univerzita
Hargeyská univerzita (University of Hargeisa) je univerzita nacházející se v Hargeyse v severozápadním Somálsku, resp. Somalilandu. Byla založena v roce 2000.

## Fakulty
- Fakulta ekonomiky a managementu (Economics & Business Administration)
- Lékařská fakulta (Medicine)
- Vědecká fakulta (Science)
- Právnická fakulta (Law)
- Fakulta ICT & Distančního vzdělávání
- Fakulta Islámu (Faculty of Islamic Studies)